# Сан-Мар (Меріленд)
Сан-Мар (англ. San Mar) — переписна місцевість (CDP) в США, в окрузі Вашингтон штату Меріленд. Населення — 366 осіб (2020).

## Географія
Сан-Мар розташований за координатами 39°33′8″ пн. ш. 77°38′27″ зх. д. / 39.55222° пн. ш. 77.64083° зх. д. (39.552352, -77.640748).  За даними Бюро перепису населення США в 2010 році переписна місцевість мала площу 1,17 км², уся площа — суходіл.

## Демографія
Згідно з переписом 2010 року, у переписній місцевості мешкали 384 особи в 129 домогосподарствах у складі 66 родин. Густота населення становила 328 осіб/км².  Було 144 помешкання (123/км²).
Расовий склад населення:
| - 95,6 % — білих - 2,6 % — чорних або афроамериканців |

До двох чи більше рас належало 1,6 %. Частка іспаномовних становила 2,1 % від усіх жителів.
За віковим діапазоном населення розподілялося таким чином: 16,9 % — особи молодші 18 років, 34,9 % — особи у віці 18—64 років, 48,2 % — особи у віці 65 років та старші. Медіана віку мешканця становила 63,3 року. На 100 осіб жіночої статі у переписній місцевості припадало 59,3 чоловіків;  на 100 жінок у віці від 18 років та старших — 58,7 чоловіків також старших 18 років.
Середній дохід на одне домашнє господарство  становив 49 662 долари США (медіана — 44 886), а середній дохід на одну сім'ю — 62 756 доларів (медіана — 58 295). 
Цивільне працевлаштоване населення становило 42 особи. Основні галузі зайнятості: будівництво — 26,2 %, освіта, охорона здоров'я та соціальна допомога — 14,3 %, мистецтво, розваги та відпочинок — 11,9 %.